# 田口主将
田口 主将（たぐち かずまさ、1952年7月2日 - ）は、日本の俳優。岐阜県出身。
身長170 cm。体重60 kg。Grue所属。本名及び旧芸名は田口 和政。

## 略歴・人物
岐阜県立中津高等学校卒業。かつてはイイジマルームに所属していた。
大型二輪免許を持っている。特技はトライアル、乗馬、花火師。

## 出演

### 映画
- 「爆発! 暴走遊戯」（1976年1月15日） - ツトム 役
- 「夜明けの旗 松本治一郎伝」（1976年10月16日） - 小林 役
- 「ドカベン」（1977年4月29日）
- 「喧嘩道 けんかみち」（1979年2月24日） - 東芝 役
- 「動乱」（1980年1月19日）
- 「白蛇抄」（1983年11月12日） - 僧 役
- 「乱」（1985年6月1日）
- 「先生あした晴れるかな」（1994年8月29日）
- 「アンラッキー・モンキー」（1998年7月18日）
- 「原野の子ら」（1999年2月27日） - 後藤和昭 役
- 「DRUG」（2001年6月23日） - 車掌 役
- 仮面ライダーシリーズ
  - 「劇場版 仮面ライダーアギト PROJECT G4」（2001年9月22日） - 河野浩司 役
  - 「劇場版 仮面ライダー555 パラダイス・ロスト」（2003年8月16日） - 隣の店主 役
  - 「劇場版 仮面ライダー響鬼と7人の戦鬼」（2005年9月3日） - 村人 役
- 「ROUND1」（2003年3月1日）
- 「17才 〜旅立ちのふたり〜」（2003年9月13日） - 酒屋 役
- 「ワイルド・フラワーズ」（2004年4月17日）
- 「紀子の食卓」（2006年9月23日）
- 「全然大丈夫」（2008年1月26日） - 植木職人 役
- 「重力ピエロ」（2009年5月23日） - 八百屋の店員 役
- 「FLOWERS -フラワーズ-」（2010年6月12日）
- 「相棒 -劇場版II- 警視庁占拠! 特命係の一番長い夜」（2010年12月23日） - 医療法人社団幸療会事務長 役
- 「踊る大捜査線 THE FINAL 新たなる希望」（2012年9月7日）
- 「じんじん」（2013年7月13日）
- 「福福荘の福ちゃん」（2014年11月8日） - 野々下孝彦 役
- 「くちびるに歌を」（2015年2月28日） - 教頭 役
- 「黒蝶の秘密」（2018年10月26日）
- 「緊急事態宣言」（2020年8月28日）[4]
- 「ホムンクルス」（2021年4月2日） - ホームレス 役
- 「エッシャー通りの赤いポスト」（2021年12月25日）[5]

### テレビドラマ

#### NHK
- 大河ドラマ
  - 「春の波涛」第9話（1985年3月3日） - 若い衆 役
  - 「太平記」第2話（1991年1月13日） - 武士 役
  - 「毛利元就」第14話（1997年4月6日） - 神官 役
  - 「義経」第12話（2005年3月27日） - 絵師 役
  - 「龍馬伝」第2話・第4話 - 第6話（2010年1月10日・1月24日 - 2月7日） - 牧野忠雅 役
  - 「おんな城主 直虎」第6話（2017年2月12日） - 牧野 役
  - 「西郷どん」第8話（2018年2月25日）
- 連続テレビ小説
  - 「おしん」第199話（1983年11月28日） - 兵隊 役
  - 「あぐり」第15話（1997年4月23日）
  - 「とと姉ちゃん」第4話・第11話（2016年4月7日・4月16日） - 里中 役
  - 「ちむどんどん」第111話・第112話（2022年9月12日・9月13日） - 客 役
- 「あしたへジャンプ」（1994年4月6日 - 1995年3月8日、NHK Eテレ） - 桂木正明 役
- 「晴れ着、ここ一番」最終話（2000年6月16日）
- 「はっぴぃ・ウェディング」前編・後編（2001年3月20日・3月27日）
- NHK正月時代劇「おらが春 ～小林一茶～」（2002年1月1日）
- 「茂七の事件簿 新ふしぎ草紙」第8話（2002年9月6日）
- 「お見合い放浪記」第17話（2002年11月4日）
- 「精霊流し〜あなたを忘れない〜」第6話 - 第11話（2002年11月19日 - 11月27日）
- 「トキオ 父への伝言」第3話・第4話・第6話（2004年9月1日・9月2日・9月7日）
- 「ディロン〜運命の犬」第3話（2006年6月17日）
- 「慶次郎縁側日記3」第5話（2006年11月9日）
- 「ハゲタカ」第2話（2007年2月24日）
- 「オトコマエ!」第3話・第4話（2008年4月26日・5月3日） - 徳治 役
- 「行列48時間」第1話（2009年10月16日） - 雑貨店店主 役
- 「君たちに明日はない」第1話（2010年1月16日） - 得意先社長 役
- 「チャンス」第3話（2010年9月11日） - 喜多静雄 役
- 「時々迷々」（NHK Eテレ）
  - 第38話「ぽつん」（2011年2月9日） - 文房具店主 役
  - 第58話「キボウノ町」（2012年2月10日） - ケンタの祖父 役
- 「隠密八百八町」第8話（2011年2月26日） - 大家 役
- 「ラストマネー -愛の値段-」第3話（2011年9月27日） - アパートの管理人 役
- 「開拓者たち」第1話（2012年1月1日、NHK BSプレミアム） - 村長 役
- 「陽だまりの樹」第1話（2012年4月6日、NHK BSプレミアム）
- 「たべものがたり 彼女のこんだて帖」第12話（2013年6月2日、NHK BSプレミアム）
- 「昨夜のカレー、明日のパン」第5話（2014年11月2日、NHK BSプレミアム）
- 「念力家族」第1話・第3話・第6話・第7話・第9話（2015年3月30日・4月30日・5月11日・5月18日・6月8日、NHK Eテレ） - 念力源太郎 役
- 「逃げる女」第4話（2016年1月30日） - 川瀬孝司 役
- 「精霊の守り人」第1話（2016年3月19日）
- 「昭和元禄落語心中」第7話・第8話（2018年11月23日・11月30日）
- 「ホーム・スイート東京 シーズン2」最終話（2019年8月29日、NHK BSプレミアム）
- 「ミス・ジコチョー〜天才・天ノ教授の調査ファイル〜」第4話・第5話（2019年11月8日・11月15日） - 佐竹壮也 役
- 「ディア・ペイシェント 〜絆のカルテ〜」第7話（2020年8月28日）
- 「きよしこ」（2021年3月20日） - 白石大吉 役

#### 日本テレビ
- 「愛が試される時」第16話・最終話（1977年1月31日・2月4日）
- 「特命刑事」第3話（1980年8月12日）
- 水曜グランドロマン「炎の如く 吉田松陰」（1991年4月17日） - 富永有隣 役
- 火曜サスペンス劇場
  - 「神々が決めた相続人」（1992年6月9日）
  - 「松本清張スペシャル・中央流沙」（1998年8月4日）
  - 「黒衣の天使」（2000年6月20日）
  - 「切り裂かれた夫婦」（2000年11月7日）
  - 「刑事・鬼貫八郎」第12作（2001年4月3日） - 村山 役
  - 「弁護士・朝日岳之助」第19作（2003年5月20日） - 橋爪保 役
  - 「新・女検事 霞夕子」第22作（2004年1月13日） - 須藤剛 役
  - 「マリーゴールド」（2005年6月14日）
- 「ザ・シェフ」第5話（1995年11月18日）
- 「隣人は秘かに笑う」第8話（1999年12月1日）
- 「行け行けイケメン!」第11話（2000年3月19日）
- 「永遠の仔」第3話（2000年4月24日）
- 「レッツ・ゴー!永田町」第8話（2001年11月28日） - 中野 役
- 金曜ロードショー
  - 「太陽にほえろ! 2001」（2001年11月30日）
  - 「恋のから騒ぎ 〜Love StoriesIV〜」（2007年11月30日）
- 「ぼくの魔法使い」第1話（2003年4月19日）
- 「目の鱗、ぽろり」（2005年3月26日）
- 「野ブタ。をプロデュース」第1話（2005年10月15日）
- 「プリマダム」第1話（2006年4月12日）
- 「百鬼夜行抄 狐の嫁入り」（2007年2月） - 狐の召使い 役
- 「探偵学園Q」第4話（2007年7月24日） - 警備員 役
- 「赤鼻のセンセイ」第2話（2009年7月15日）
- 「左目探偵EYE」（2009年10月3日） - 夢人が住んでいた独身寮の管理人 役
- 「サムライ・ハイスクール」第7話（2009年11月28日）
- 「ホタルノヒカリ2」第1話（2010年7月7日） - 提灯屋のおじさん 役
- 「黄金の豚-会計検査庁 特別調査課-」第3話（2010年11月3日） - 八百心に往診に来た町医者 役
- 「ドン★キホーテ」第7話（2011年8月27日） - 京浜警察署少年係刑事 役
- 「妖怪人間ベム」第1話（2011年10月22日） - 夏目の先輩刑事 役
- 「デカ 黒川鈴木」第1話（2012年1月5日） - 園山茂夫 役
- 「ST 赤と白の捜査ファイル」第1話（2014年7月16日） - 篠崎治 役
- 「青春探偵ハルヤ 〜大人の悪を許さない!〜」第7話（2015年11月26日）
- 「臨床犯罪学者 火村英生の推理」第6話・第7話（2016年2月21日・2月28日） - 宗像庄太郎 役[6]
- 「遺産相続弁護士 柿崎真一」第1話 - 第6話・第9話 - 最終話（2016年7月7日 - 8月11日・9月8日・9月22日） - オジサン 役
- 「ドロ刑 -警視庁捜査三課-」第7話（2018年11月24日） - 板倉源蔵 役
- 「パンドラの果実〜科学犯罪捜査ファイル〜 Season1」第1話（2022年4月23日） - ウナギ養殖場の職員 役[7]
- 「だが、情熱はある」第8話（2023年5月28日） - 食堂の男性客 役

#### TBS
- 「刑事くん 第3部」第16話（1975年2月24日）
- 「バーディー大作戦」第44話（1975年3月8日）
- 水曜ドラマスペシャル「棄てられた女」（1985年6月19日）
- 月曜ドラマスペシャル → 月曜ミステリー劇場 → 月曜ゴールデン
  - 「白愁のとき」（1996年10月28日）
  - 「喜劇・東京ものがたり」（1997年9月15日）
  - 「税務調査官・窓際太郎の事件簿」第1作（1998年6月8日） - ホームレス 役[8]
  - 「宗像教授伝奇考」第1作（2000年11月20日） - フロント係 役
  - 「弁護士猪狩文助」第1作（2001年4月23日） - 温泉旅館の主人 役[9]
  - 「示談交渉人甚内たま子裏ファイル」第1作（2001年6月18日） - 酔っ払い 役[10]
  - 「弁護士 朝吹里矢子」第2作（2002年6月17日）
  - 「ざこ検事 潮貞志の事件簿」第1作（2002年12月2日） - 麻衣のマンション管理人 役
  - 「探偵 左文字進」第7作（2003年4月7日） - ホームレス 役
  - 「運のない女 最期の誕生日」（2005年8月22日）
  - 「女金融道シリーズ」第3作（2006年11月20日）
  - 「裁判員制度ドラマ 家族 〜あなたに死刑が宣告出来ますか?〜」（2009年5月18日） - 萩原善吉 役
  - 「イソベン・里村タマミの事件簿」第1作（2010年6月7日） - 管理会社員 役
  - 「緑川警部シリーズ」第2作（2010年7月26日） - 教師 役
  - 「沈黙の法廷 〜赤と黒」（2010年8月30日） - 八百屋 役
  - 「捜し屋★諸星光介が走る!」第6作（2011年11月21日） - 立花幸三 役
  - 「信濃のコロンボ」第2作（2014年11月24日） - 長野市戸隠支所助役 役
  - 「全盲の僕が弁護士になった理由 〜実話に基づく感動サスペンス!〜」（2014年12月1日）
  - 「刑事シュート しゅうと&ムコの事件日誌」第5作（2015年3月2日） - 原岡 役
  - 「警視庁南平班〜七人の刑事〜」第8作（2015年8月3日） - 定食屋の主人 役
- 花王 愛の劇場 → 愛の劇場
  - 「再婚トランプ」第19話・第20話（1998年11月19日・11月20日） - 鎌田 役
  - 天までとどけシリーズ
    - 「天までとどけ7」第35話・第36話（1998年5月22日・5月25日） - 伊藤勝弘 役
    - 「新・天までとどけ5」第21話・第22話（2004年3月29日・3月30日）
- 「ワンダフル恐怖ストーリー040」第16話・第18話（2000年6月22日・6月27日）
- 「天国に一番近い男 教師編」第1話（2001年4月13日）
- 「ネバーランド」第3話・第9話・第10話（2001年7月20日・8月31日・9月7日）
- 「夢のカリフォルニア」第2話（2002年4月19日）
- こちら本池上署シリーズ
  - 「こちら本池上署 第1シリーズ」第4話（2002年7月29日）
  - 「こちら本池上署 第5シリーズ」第1話（2005年6月13日） - 戸田稔 役
- 「真夜中の雨」第5話・第6話（2002年11月7日・11月14日）
- 「オレンジデイズ」第1話（2004年4月11日）
- 「青春の門-筑豊篇-」（2005年3月21日・3月22日）
- 「弁護士のくず」第2話（2006年4月20日）
- 「特命!刑事どん亀」第6話（2006年5月15日）
- 「歌姫」第2話・第4話・第7話・第9話・最終話（2007年10月19日・11月2日・11月23日・12月7日・12月21日） - 釜谷津先生 役
- 「Around40〜注文の多いオンナたち〜」第2話（2008年4月18日） - 中江洋一 役
- 「橋田壽賀子ドラマ となりの芝生」第4話（2009年7月22日）
- 水戸黄門シリーズ
  - 「水戸黄門 第40部」第9話（2009年9月21日） - 粂七 役
  - 「水戸黄門 第41部」第4話（2010年5月3日） - 藤助 役
- 「ハンチョウ〜神南署安積班〜 シリーズ2」第6話（2010年2月15日） - 土田良夫 役
- 「SPEC〜警視庁公安部公安第五課 未詳事件特別対策係事件簿〜」第6話（2010年11月19日） - マンションの住人 役
- 「LADY〜最後の犯罪プロファイル〜」第2話・第3話・第5話・第7話（2011年1月14日・1月21日・2月4日・2月18日） - 板倉 役
- 「MONSTERS」第7話（2012年12月2日） - 岩淵統吾郎 役
- 「刑事のまなざし」第8話（2013年11月25日）
- 「ホワイト・ラボ〜警視庁特別科学捜査班〜」第9話（2014年6月9日）
- 「SAKURA〜事件を聞く女〜」第6話（2014年11月24日） - 高松 役
- 「ヤメゴク〜ヤクザやめて頂きます〜」第1話（2015年4月16日）
- 「ナポレオンの村」第1話・第6話（2015年7月19日・9月13日）

#### フジテレビ
- 「流れ星佐吉」第11話（1984年6月12日）
- 世にも奇妙な物語
  - 「鏡」（1991年3月21日）
  - 「管理人」（1997年3月31日） - 中年会社員 役
  - 「逆男」（1999年9月27日）
  - 「仇討ちショー」（2001年10月4日） - 警官 役
  - 「猫が恩返し」（2006年10月2日） - 田山 役
  - 「回想電車」（2007年3月26日） - 駅員 役
  - 「厭な扉」（2010年10月4日） - 男 役
- 花王ファミリースペシャル「寿司、食いねェ!」第1作・前編（1996年3月10日）
- 踊る大捜査線シリーズ
  - 「踊る大捜査線」第1話（1997年1月7日） - 和久刑事の馴染みの酔っぱらい常習犯 役
  - 「踊る大捜査線 歳末特別警戒スペシャル」（1997年12月30日）
- 「フェイス」第4話（1997年7月22日）
- 「ビーチボーイズ」第5話（1997年8月4日） - 商店街の八百屋さん 役
- 「Days」（1998年1月12日 - 3月23日）
- 「お仕事です!」第2話（1998年4月23日）
- 「GTO」第4話・第9話（1998年7月28日・9月1日） - 野村の父 役
- 「救命病棟24時 第1シリーズ」第6話（1999年2月9日） - 外来患者 役
- 「鬼の棲家 Don’t be a cry baby」第10話（1999年3月16日）
- 「古畑任三郎 3rd season」第10話（1999年6月15日） - 遺失物取扱所の職員 役
- 「氷の世界」第1話・第4話（1999年10月11日・11月1日）
- 「天気予報の恋人」第2話・第3話（2000年4月17日・4月24日）
- 「はるちゃん4」第26話（2000年5月8日）
- 「女子アナ。」第6話（2001年2月12日）
- 「私を旅館に連れてって」第6話（2001年5月16日）
- 「スタアの恋」第2話 - 第6話・第9話・第10話（2001年10月18日 - 11月15日・12月6日・12月13日）
- 金曜エンタテイメント → 金曜プレステージ → 赤と黒のゲキジョー
  - 「ピッキングトリオの事件簿」（2001年11月2日）
  - 「刑事調査官 玉坂みやこ」第1作・第2作（2003年7月11日・2004年8月20日） - 古本屋 役
  - 「完全再現! 北朝鮮拉致“25年目の真実”」（2003年9月12日）
  - 「ペット探偵の事件簿」（2004年8月27日） - マリーの飼い主 役
  - 「屋台弁護士」
    - 第1作「熟年離婚でリストラの三流弁護士と元鬼刑事父子がラーメン屋台で事件を暴く! ラーメンスープは知っていた! 完全犯罪トリックの謎!」（2005年6月8日） - 巡査 役
    - 第2作「検察側の証人」（2007年4月27日） - 江守 役

  - 「熱血シングル・ファザー〜新聞記者・新庄圭吾の事件ファイル〜」第2作（2005年10月28日） - 井坂のアパート大家 役
  - 「稲垣吾郎の金田一耕助シリーズ」第3作（2006年1月6日）
  - 「おばさんデカ 桜乙女の事件帖」第15作（2007年9月28日） - 発表会の出席者 役
  - 「奇跡の動物園〜旭山動物園物語〜」第4作（2010年2月12日）
  - 「外科医 鳩村周五郎」
    - 第7作「呪いの薬品庫 〜美人院長の周囲で謎の連続殺人… 占拠された病院に隠された悪魔の治療薬 遂に妻の死の真相が明らかに!!」（2010年9月17日） - 館山のアパート大家 役
    - 第10作「この中に悪魔がいる 元看護師5人の再会が惨劇の幕あけだった… 1人だけ同窓会に現れない女は周五郎が助けた女? 2度殺された女の秘密」（2012年8月17日） - 鈴木医院院長 役

  - 「探偵倶楽部」（2010年10月22日） - 漆原こずえのアパートの大家 役
  - 「私立探偵・下澤唯」（2011年7月22日） - 菊池徳之 役
  - 「松本清張ドラマスペシャル・死の発送」（2014年5月30日）
  - 「前科ありの女たち」（2014年11月28日） - おでん屋のおやじ 役
- 「ビッグマネー!〜浮世の沙汰は株しだい〜」第2話（2002年4月18日）
- 「旬が好き!」第5話（2002年5月5日）[11]
- 「ダブルスコア」第6話（2002年11月12日）
- 「ホーム&アウェイ」第10話（2002年12月9日）
- 「アルジャーノンに花束を」第1話（2002年10月8日）
- 「マルサ!!東京国税局査察部」第6話（2003年5月13日）
- 「顔」第6話（2003年5月20日）
- ゴールデンシアター「白線流し ～二十五歳」（2003年9月6日）
- 「真実一路」第5話・第13話・第15話（2003年10月3日・10月16日・10月20日） - 医者 役
- 「白い巨塔」第1話・第4話 - 第6話・第12話・第20話・最終話（2003年10月9日・10月30日 - 11月13日・2004年1月15日・3月11日・3月18日） - 則内大二郎 役
- 「人間の証明」第3話（2004年7月22日）
- 「愛のソレア」第40話・第42話（2004年11月22日・11月25日）
- 「冬の輪舞」第1話・第3話・第8話・第9話・最終話（2005年1月6日・1月10日・1月17日・1月18日・4月1日）
- 「海猿 UMIZARU EVOLUTION」第1話（2005年7月5日） - 内田秀夫 役
- 「緋の十字架」第59話（2005年12月26日）
- 「Ns'あおい」第5話 - 第7話（2006年2月7日 - 2月21日）
- 西遊記シリーズ
  - 「西遊記」最終話（2006年3月20日）
  - 「西遊記 春休み突入スペシャル!!」（2006年3月27日）
- 「ダンドリ。〜Dance☆Drill〜」第4話（2006年8月1日） - 平野 役
- 「山おんな壁おんな」第5話（2007年8月2日）
- 「ガリレオ 第1シーズン」第8話（2007年12月3日） - 警備員 役
- 「あしたの、喜多善男 〜世界一不運な男の、奇跡の11日間〜」第7話（2008年2月19日） - 平太の父 役
- 「花衣夢衣」第37話（2008年5月20日）
- 「CHANGE」第6話（2008年6月16日） - 財務省主計局長 役
- 「コード・ブルー -ドクターヘリ緊急救命- 1st season」第5話・第6話（2008年7月31日・8月7日） - 松原俊夫 役
- 「33分探偵」第4話（2008年8月23日） - 湾岸テレビの清掃係 役
- 土曜プレミアム
  - 「ありがとう! チャンピイ 〜日本初の盲導犬誕生物語」（2008年9月13日）
  - 「 佐賀のがばいばあちゃん」第2作（2010年2月20日）
- 「白い春」第1話（2009年4月14日）
- 「ニュース速報は流れた」第9話（2010年4月17日、フジテレビNEXT） - 北ノ沢優 役
- 「月の恋人〜Moon Lovers〜」第3話・第4話（2010年5月24日・5月31日） - リュウ ハンヤン 役[12]
- 「流れ星」第1話・第4話・第7話・第9話（2010年10月18日・11月8日・11月29日・12月13日） - 谷中 役
- 「花嫁のれん 第1シリーズ」第24話（2010年12月3日）
- 「港古志郎警視 第1シーズン」第10話（2011年3月20日、BSフジ）
- 「ざけんなョ!!シリーズ」第10作（2011年5月18日、BSフジ）
- 「チーム・バチスタ3 アリアドネの弾丸」第1話（2011年7月12日） - 清原正夫 役
- 「鈴子の恋 ミヤコ蝶々女の一代記」第1話 - 第6話・第8話 - 第13話・第15話 - 第23話・第25話・第50話（2012年1月5日 - 1月12日・1月16日 - 1月23日・1月25日 - 2月6日・2月8日・3月14日） - 一流斉天宝 役
- 「ストロベリーナイト」第7話（2012年2月21日）
- 「ハングリー!」第10話（2012年3月13日）
- 「ビューティフルレイン」第2話（2012年7月8日）
- 「水木しげるのゲゲゲの怪談」（2013年8月31日）
- 「医龍4 -Team Medical Dragon-」第8話（2014年2月27日）
- 「ファーストクラス」第8話（2014年12月10日） - 利雄 役
- 「デート〜恋とはどんなものかしら〜」第6話（2015年2月23日） - 富田康行 役[13]
- 「探偵の探偵」第4話・第5話（2015年7月30日・8月6日） - 中垣 役
- 「家族の旅路 家族を殺された男と殺した男」第4話（2018年2月24日）
- 「トレース 〜科捜研の男〜」第4話（2019年1月28日）
- 「それぞれの断崖」第4話・第5話・最終話（2019年8月24日・9月1日・9月21日） - 居酒屋店主 役
- 「パパがも一度恋をした」第1話（2020年2月1日）
- 「罠の戦争」第2話（2023年1月23日） - 蟹江 役

#### テレビ朝日
- 「特別機動捜査隊」第658話（1974年6月12日） - 高校生 役
- 「非情のライセンス 第2シリーズ」第30話（1975年4月24日） - 山上広志 役
- 「Gメン'75」
  - 第26話「冬のヨット・ハーバーの殺人」（1975年11月15日）
  - 第44話「警視庁警視の妻の犯罪」（1976年3月20日）
  - 第338話「刑事が許可した殺人事件」（1981年11月28日）
- 「特捜最前線」
  - 第7話「愛の刑事魂」（1977年5月18日）
  - 第40話「初指令・北北東へ急行せよ!」（1978年1月4日）
  - 第58話「緊急手配・悪女からのリクエスト!」（1978年5月10日）
  - 第113話「若者狩り・恐怖のラブレター!」（1979年5月30日）
  - 第118話「子供の消えた十字路」（1979年7月4日）
  - 第146話「殉職I・津上刑事よ永遠に!」（1980年1月23日）
  - 第183話「未熟児を棄てた女!」（1980年10月22日）
  - 第221話「殺人鬼を見た車椅子の婦警!」（1981年7月29日）
- 土曜ワイド劇場 → 土曜プライム
  - 「三毛猫ホームズシリーズ」第2作（1980年6月14日）
  - 「女弁護士 朝吹里矢子」
    - 第6作「レイプされた恋人」（1982年4月24日）
    - 第7作「モーテルの女が消えた!」（1983年5月28日）

  - 「透明な季節」（1982年8月14日）
  - 「西村京太郎トラベルミステリー」
    - 第5作「東北新幹線殺人事件」（1984年7月14日）
    - 第7作「特急“白鳥”十四時間」（1985年10月12日） - 石崎ジロウ 役
    - 第15作「アルプス誘拐ルート」（1989年4月1日） -
    - 第19作「L特急踊り子号殺人事件」（1991年1月12日） - 篠 役
    - 第20作「裏切りの中央本線」（1991年10月5日） - 和田の隣人 役
    - 第33作「秋田新幹線「こまち」殺人事件」（1999年9月25日）
    - 第43作「愛と殺意の津軽三味線」（2005年1月8日） - 川島 役

  - 「大密室殺人事件」第1作（1991年1月26日）
  - 「棟居刑事シリーズ」第5作（2000年11月18日） - タクシードライバー役
  - 「タクシードライバーの推理日誌」第16作（2002年7月6日）
  - 「火災調査官・紅蓮次郎」第1作（2003年1月25日） - 漁師 役
  - 「炎の警備隊長・五十嵐杜夫」第2作（2004年3月20日） - 浅野修平の元同僚 役
  - 「標高2,500m! 天空の殺意」（2006年9月30日）
  - 「瀬戸内しまなみ殺人海流」（2008年2月9日） - 漁師 役
  - 「法律事務所」第2作（2008年4月12日） - 山本雄三 役
  - 「警視庁電話指導官〜深川真理子の事件簿」（2008年6月7日） - 米屋の主人 役
  - 「内田康夫サスペンス・福原警部」第1作（2009年6月6日） - 久保田 役
  - 「殺人予告」（2011年1月29日） - 店主 役
  - 「ナサケの女〜国税局査察官〜 スペシャル」（2012年2月4日）
  - 「司法教官・穂高美子」第2作（2012年9月1日） - 男D 役
  - 「人類学者・岬久美子の殺人鑑定」第4作（2013年9月21日） - ガソリンスタンド店員 役
  - 「遺品の声を聴く男」第5作（2014年6月21日） - 山梨県立山梨第一高等学校の校長 役
  - 「セイアン〜生活安全特捜隊」（2014年11月29日） - 飲食店主 役
  - 「広域警察」第6作（2015年6月27日） - 富岳貸切自動車の配車係 役
  - 「犯罪心理学教授・兼坂守の捜査ファイル」第2作（2015年7月11日） - 路上生活者 役
  - 「検事・悪玉」第1作（2016年3月19日） - 島浦太一 役
  - 「終着駅シリーズ」第30作（2016年6月25日） - 廣田 役
  - 「瀬戸内少年野球団」（2016年9月17日） - 中井正夫と駒子の婚礼の神官 役
  - 「刑事犬養隼人」第2作（2016年9月24日） - ホームレス 役
- 「爆走! ドーベルマン刑事」第11話（1980年6月23日）
- はぐれ刑事純情派シリーズ
  - 「はぐれ刑事純情派 第1シリーズ」第4話（1988年4月27日）
  - 「はぐれ刑事純情派 第4シリーズ」第16話（1991年7月17日）
  - 「はぐれ刑事純情派 第9シリーズ」第3話（1996年4月24日）
- 「素敵な人!」（1993年6月14日 - 6月17日）
- 「生かし屋という男」（1997年4月5日）
- 「せつない〜TOKYO HEART BREAK〜」第10話（1998年6月11日）
- 「はみだし刑事情熱系 PART3」第6話（1998年11月11日）
- 「TRICK」第5話（2000年8月11日）
- ココだけの話「タクシードライバー」（2001年1月20日）
- 「九龍で会いましょう」第6話（2002年5月17日）
- 「三匹が斬る!」第6話（2002年5月20日）
- 「OL銭道」第9話（2003年6月6日）
- 「異議あり!女弁護士大岡法江」第3話（2004年1月22日）
- 相棒シリーズ
  - 「相棒 season2」第19話（2004年3月3日） - 田川 役
  - 「相棒 season5」第3話（2006年10月25日） - 田宮剛史 役
- テレビ朝日新人シナリオ大賞「さよならの花びら」（2005年1月7日）
- 「女検事の報復」（2006年2月25日）
- 「てるてるあした」第2話（2006年4月21日）
- 「7人の女弁護士 第1シリーズ」第8話（2006年6月1日） - 相田 役
- 「PS羅生門 警視庁東都署」第2話（2006年7月12日）
- 「新・桃太郎侍」第1話（2006年7月25日）
- 「科捜研の女 Season7」最終話（2006年9月7日） - 吉岡 役
- 「松本清張・最終章 わるいやつら」第3話（2007年2月2日）
- 「警視庁捜査ファイル さくら署の女たち」第1話（2007年7月11日） - 嶋田 役
- 「警視庁捜査一課9係 season3」第1話（2008年4月16日） - 磯崎賢治 役
- 「臨場 第一章」第9話（2009年6月17日） - 中村俊郎 役
- 「交渉人〜THE NEGOTIATOR〜 第2シリーズ」第7話 - 最終話（2009年12月3日 - 12月17日） - 佐竹紀夫 役
- 「DOCTORS 最強の名医」第1話（2011年10月27日） - 落合幸三 役
- 「Answer〜警視庁検証捜査官」第6話（2012年5月23日）
- 「ダブルス〜二人の刑事」最終話（2013年6月13日） - 加納 役
- 「私の嫌いな探偵」第1話（2014年1月17日）
- 日曜エンターテインメント「遺留捜査」スペシャル3（2014年10月19日） - 釜田 役
- 「天使と悪魔-未解決事件匿名交渉課-」第2話（2015年4月17日） - 三井正志 役
- 「アイムホーム」第6話（2015年5月21日） - 地元の診療所の医師 役
- 「松本清張ドラマスペシャル 黒い樹海」（2016年3月13日） - 斎藤稔次郎 役
- 「グッドパートナー 無敵の弁護士」第2話（2016年4月28日） - 武藤誠司 役
- ミステリースペシャル「おかしな刑事」第15作（2017年4月6日） - 小柳雄一 役
- 「幸色のワンルーム」最終話（2018年9月23日） - ホームレス 役
- 「特捜9 season4」第1話・第2話（2021年4月7日・4月14日） - 小川勝俊 役
- ザ・トラベルナース season2（2024年） - 高橋和人 役

#### テレビ東京
- 「大江戸捜査網 第3シリーズ」
  - 第478話「遊女に賭けた孤独の一匹狼」（1983年2月12日）
  - 第494話「告白! 若妻が秘めた不倫の子」（1983年6月4日）
- 女と愛とミステリー → 水曜ミステリー9（BSジャパン）
  - 「夏樹静子サスペンス ～死のダイビング～ 断崖」（2001年5月2日） - 本間 役[14]
  - 「寺田家の花嫁」（2001年12月5日） - 駐在 役
  - 「事件記者 浦上伸介」
    - 第2作「長崎異人館の死線」（2002年5月29日） - 長尾 役
    - 第6作「会津・猪苗代湖 〜赤べこ殺人事件〜」（2008年4月9日） - 岡田 役

  - 「いなか刑事・伊原泰三の退職捜査日誌」第3作（2002年12月25日） - 大木 役
  - 「夏樹静子サスペンス 訃報は午後二時に届く」（2003年12月10日） - 郵便局員 役
  - 「信濃のコロンボ事件ファイル」第2作（2004年3月24日） - 元炭鉱夫 役
  - 「猪熊夫婦の駐在日誌」第1作（2004年4月28日） - 漁師 役
  - 「警視庁心理分析捜査官・崎山知子」第2作（2004年6月23日） - 刑事 役
  - 「新米事件記者・三咲」第1作（2005年5月11日） - クリーニング屋 役
  - 「捜査検事・近松茂道」第7作（2007年5月9日） - 土雛館長 役
  - 「ブランド刑事」第3作（2008年7月30日） - 肉屋の主人 役[15]
  - 「嘘の証明 犯罪心理分析官・梶原圭子」第2作（2013年1月9日） - 安藤と家族ぐるみの付き合いをしていた男性 役
  - 「レアケース ～生活保護課の殺人事件簿～」（2014年3月5日） - 松井 役
  - 「駐在刑事」第1作（2014年4月2日） - 下田 役
- 「李香蘭」前編（2007年2月11日） - 久米正雄 役[16]
- 「サギ師リリ子」第39話・第40話・第46話（2009年2月26日・2月27日・3月9日）
- 「怨み屋本舗REBOOT」第7話（2009年8月21日） - 迫田巌 役
- 「リミット」第1話・第3話（2013年7月12日・7月26日）
- 「刑事」（2014年3月26日）
- 「マルホの女〜保険犯罪調査員〜」第7話（2014年5月30日） - 貝沼竹蔵 役
- 「ラスト・ドクター〜監察医アキタの検死報告〜」最終話（2014年9月12日）
- 「松本清張特別企画 喪失の儀礼」（2016年3月30日） - タクシー運転手 役
- 「人形佐七捕物帳」第1話 - 第3話（2016年10月4日 - 11月8日、BSジャパン） - 飯屋かっぱの主人 役
- 「リーガル・ハート 〜いのちの再建弁護士〜」第1話（2019年7月22日） - 柴田 役
- 「駐在刑事 Season2」第1話（2020年1月24日） - 滝沢啓吾 役

#### その他
- 「海軍少将 高木惣吉 ～すみやかに戦争の終結をはかるべし」（2001年11月3日、テレビ熊本）
- 「パンドラIII 革命前夜」第1話（2011年10月2日、WOWOW）
- 「発足!ギャル内閣」（2014年1月4日 -3月8日、千葉テレビ）
- 「血の轍」第1話・第2話（2014年1月19日・1月26日）
- 「カッコウの卵は誰のもの」第4話（2016年4月17日、WOWOW）

### 特撮
- 「ぐるぐるメダマン」第9話（1976年9月4日、テレビ朝日）
- 「5年3組魔法組」第36話（1977年8月29日、テレビ朝日）
- 仮面ライダーシリーズ（TBS → テレビ朝日）
  - 「仮面ライダー スカイライダー」第26話（1980年3月28日） - 運転手 役
  - 「仮面ライダースーパー1」第20話（1981年3月6日） - 出前持ち 役
  - 「仮面ライダーアギト」第1話 - 第6話・第8話 - 第10話・第12話 - 第14話・第16話・第17話・第20話・第23話 - 第25話・第28話 - 第30話・第33話・第39話・第43話・第45話・第47話 - 最終話（2001年1月28日 - 3月4日・3月18日 - 4月1日・4月15日 - 4月29日・5月13日・5月20日・6月10日・7月8日 - 7月22日・8月12日 - 8月26日・9月16日・10月28日・12月2日・12月16日・12月30日 - 2002年1月27日） - 河野浩司 役[17]
  - 「仮面ライダー電王」第30話（2007年8月26日） - 職人 役[18]
- スーパー戦隊シリーズ（テレビ朝日）
  - 「太陽戦隊サンバルカン」第17話（1981年5月30日）
  - 「大戦隊ゴーグルファイブ」第44話（1982年12月11日） - 八百屋の客 役
- 「ウルトラマンダイナ」第14話（1997年12月6日、TBS） - TPC警備員 役
- 「幻星神ジャスティライザー」第9話・第10話（2004年11月27日・12月4日、テレビ東京） - 二宮省蔵 役
- 「生物彗星WoO」第7話（2006年6月18日、NHKデジタル衛星ハイビジョン） - ウエーバー参謀の側近 役

### オリジナルビデオ
- 「帰ってきた侍戦隊シンケンジャー 特別幕」（2010年6月21日） - 越後屋 役

### バラエティ番組
- 「アンテナ22」第39回（2006年9月18日、日本テレビ）
- 「痛快TV スカッとジャパン」（フジテレビ）
  - 「エリカ様のルール」（2014年11月3日）
  - （2015年7月20日）
  - （2016年11月21日）
  - 「ファミリースカッと」（2019年6月24日）
  - 「まさかの結末スカッと」（2020年4月6日）
- 「THE突破ファイル」第2回（2018年11月22日、日本テレビ）